# Lee Strasberg
Lee Strasberg, nato Israel Strassberg (Budzanów, 17 novembre 1901 – New York, 17 febbraio 1982), è stato un attore, regista teatrale ed insegnante di recitazione austro-ungarico naturalizzato statunitense.

## Biografia
Strasberg nacque a Budzanów nell'impero austro-ungarico (oggi Budaniv in Ucraina) da una famiglia ebrea, Baruch Meyer Strassberg e Ida Chaia Diner, che emigrò negli Stati Uniti nel 1908, stabilendosi a New York. Da giovane non pensò mai di intraprendere la carriera attoriale, sebbene un cognato commerciante facesse, a tempo perso, il truccatore per un circolo culturale del Lower East Side della città che si impegnava nell'allestimento di opere teatrali. Proprio grazie a lui accettò di collaborare per la rappresentazione di un'opera di Arthur Schnitzler in lingua yiddish, in cui fece poco più che il figurante. Successivamente si impegnò saltuariamente, per svago, in piccoli ruoli per i circoli drammatici ebraici di New York, che offrivano un punto di aggregazione e di possibilità di praticare attività sportive e ludiche e per mantenersi, lavorava come spedizioniere marittimo e contabile.
Non convinto della possibilità di una carriera nel teatro, Strasberg lo frequentò saltuariamente come spettatore, fino all'incontro con i grandi maestri dell'arte drammatica sulle tavole del Broadway Theatre, dove vide in azione Eleonora Duse, Giovanni Grasso, Jeanne Eagels, Pauline Lord e Laurette Taylor. Colpito dalla loro capacità di dare vita ai loro personaggi, si accorse che la recitazione dei grandi attori fuggiva dall'idea fino ad allora predominante dei picchi di emozione e delle capacità innate, ma che il lavoro nella recitazione si costituisse di duri allenamenti e precise regole cui sottostare per evitare comportamenti artificiosi e falsati alla ricerca di una verità nell'interpretazione.
La scoperta di nuove possibilità dell'arte drammatica spinse Strasberg a diventare attore: si iscrisse così, nel 1924, alla Clare Tree Major School of the Theatre, una scuola di formazione per attori che gli fu utile per imparare le basi. La decisione fu presa in seguito ad un importante evento: la tournée degli attori del Teatro d'arte di Mosca a New York del 1923, che lo colpì tanto da indurlo a dedicare la sua vita al teatro. Gli insegnamenti della scuola, però, non parvero soddisfarlo: incentrati sulla poetica del gesto enfatico e della dizione innaturale, rispecchiavano infatti stili e manierismi del teatro di vecchia maniera. Fu così che, sempre nello stesso anno, cambiò scuola per iscriversi al Laboratory Theatre, fondato da Richard Boleslawski e Marija Uspenskaja. I due, ex allievi di Stanislavski ed attori del teatro d'arte di Mosca, decisero infatti di aprire un laboratorio in cui impartire lezioni di recitazione secondo il Metodo Stanislavskij.

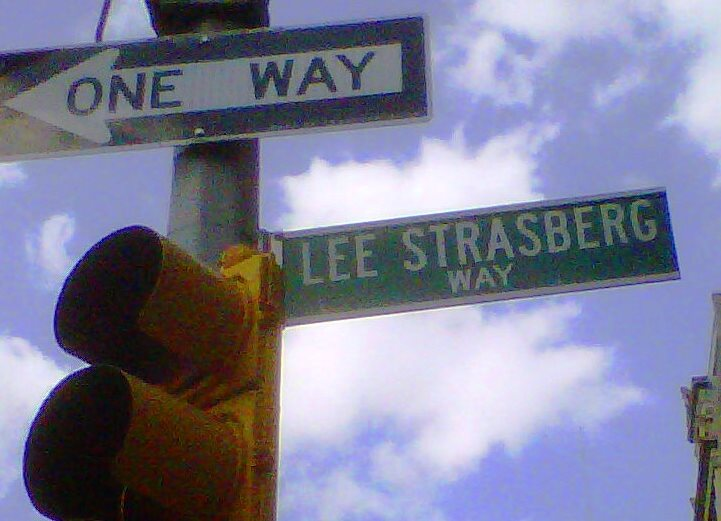
Strada intitolata a Lee Strasberg a Manhattan

Il lavoro al Laboratory Theatre suscitò un vivo interesse in Strasberg che iniziò a studiare, oltre al metodo Stanislavski, anche il lavoro dei grandi del passato ed i trattati concernenti l'arte drammatica, come il fondamentale Paradosso sull'attore di Diderot, interrogandosi sul significato del "vivere sulla scena". Il nodo della sua ricerca, che sottendeva anche quella di Stanislavski e, in misura differente, quella di Diderot, era come fosse possibile "vivere realmente" sulla scena delle emozioni con la capacità di riprodurle ad ogni replica senza sottostare ai cambiamenti umorali che avrebbero potuto inficiare il risultato della prestazione: la risposta che trovò grazie agli insegnamenti di Boleslavskij e della Uspenskaja portarono al medesimo risultato.
La recitazione constava di metodo, applicazione ed allenamento, secondo precise regole. La rigida disciplina degli artisti russi fu una palestra di considerevole importanza per gli sviluppi del method acting: nel 1931, in compagnia di Harold Clurman e Cheryl Crawford, Strasberg diede vita al Group Theatre, un collettivo composto da 28 attori con il preciso intento di porre le basi di un lavoro sul teatro basato sugli insegnamenti di Stanislavskij, con l'idea di rinnovare radicalmente il teatro statunitense. L'esperienza di Strasberg con il Group Theatre durò fino al 1935, quando si dimise per dissidi artistici. Nel 1951 assunse la direzione dell'Actors Studio, carica che mantenne fino alla sua morte nel 1982.
Nel 1974, su proposta di Al Pacino, uno dei suoi più celebri allievi, interpretò la parte del gangster Hyman Roth nel film Il padrino - Parte II di Francis Ford Coppola, ruolo fruttatogli una candidatura agli Oscar nella categoria miglior attore non protagonista. Nel 1979 recitò ancora con Pacino in ...e giustizia per tutti, dove interpretava suo nonno.
Strasberg morì all'età di 80 anni il 17 febbraio 1982 a causa di un attacco cardiaco.

## Vita privata
È stato sposato con Nora Krecaum, dal 1926 al 1929.
Nel 1934, si sposò in seconde nozze con l'attrice Paula Miller (1909-1966) e la coppia ha avuto 2 figli, Susan (1938–1999) e John (1941), egli pure insegnante di recitazione.
Nel 1968,sposò in terze nozze l'attrice Anna Mizrahi / Mazraki (1939-2024).
Ebbe una pluriennale relazione con la sua collega dell'Actors Studio Delia Salvi (1927-2015).

## Filmografia

### Attore
- Patrizia e il dittatore (Storm in a Teacup), regia di Ian Dalrymple e Victor Saville (1937)
- Parnell, regia di John M. Stahl (1937) - non accreditato
- Avventura in Cina (China Venture), regia di Don Siegel (1953)
- Agguato nei Caraibi (The Gun Runners), regia di Don Siegel (1958)
- Macbeth, regia di Paul Almond - film TV (1961)
- Il padrino - Parte II (The Godfather: Part II), regia di Francis Ford Coppola (1974)
- Cassandra Crossing (The Cassandra Crossing), regia di George Pan Cosmatos (1976)
- The Last Tenant, regia di Jud Taylor - film TV (1978)
- ...e giustizia per tutti (...And Justice for All), regia di Norman Jewison (1979)
- Boardwalk, regia di Stephen Verona (1979)
- Vivere alla grande (Going in Style), regia di Martin Brest (1979)
- Diritto d'offesa (Skokie), regia di Herbert Wise - film TV (1981)

### Regista
- Story with Two Endings - cortometraggio (1945)

### Sceneggiatore
- Il bandito senza nome (Somewhere in the Night), regia di Joseph L. Mankiewicz (1946)

## Riconoscimenti
- Premio Oscar
  - 1975 – Candidatura al miglior attore non protagonista per Il padrino - Parte II

## Doppiatori italiani
Nelle versioni in italiano delle opere in cui ha recitato, Lee Strasberg è stato doppiato da:
- Giorgio Piazza ne Il padrino - Parte II
- Bruno Persa in Cassandra Crossing
- Mario Milita in ...e giustizia per tutti
- Dario Penne in Il padrino - Parte II (ridoppiaggio 2007)